# Эль-Касим (Ирак)
Эль-Касим (араб. القاسم‎) — город в центральной части Ирака, расположенный на территории мухафазы Бабиль. Административный центр одноимённого округа.

## Географическое положение
Город находится в южной части мухафазы, в долине реки Евфрат, на высоте 20 метров над уровнем моря.

Эль-Касим расположен на расстоянии приблизительно 27 километров к юго-востоку от Эль-Хиллы, административного центра провинции и на расстоянии 105 километров к юго-юго-востоку (SSE) от Багдада, столицы страны.

## Население
По данным последней официальной переписи 1965 года, население составляло 7 436 человек.
Динамика численности населения города по годам:
| 1965  | 2012   |
| ----- | ------ |
| 7 436 | 38 824 |